# Lona alcatroada
Lona alcatroada ou encerado (ou ainda tarpaulin em inglês), consiste de uma lona de algodão egípcio de fibra longa ou outro tecido resistente, banhado em alcatrão de hulha fervente ou outra substância impermeabilizante. Estas lonas ficavam impermeáveis e adquiriam enorme resistência comparado às lonas originais sem a proteção. Independente disto tinham uma coloração cinza esverdeada típica e uma longa durabilidade em ambiente úmido. Muito usada para a confecção das velas dos navios à vela (barcas, bergantins, chalupas, navios, fragatas, barquetes e outros) e para proteção de mercadorias contra intempéries, principalmente quando transportadas em caminhão ou trem. Foi usada durante quase 3 séculos na navegação marítima e foi uma das muitas auxiliares aos descobrimentos marítimos e aos transportes em geral.